# Палеохори (дем Метеора)
Палеохори  (на гръцки: Παλαιοχώρι) е село в Пинд, дем Метеора на област Тесалия. населението му е 256 души. Палиохори се намира на северните склонове на Нераида.